# 熱愛 (五木ひろしの曲)
「熱愛」（ねつあい）は、1978年9月5日に発売された五木ひろしのシングル。

## 解説
- 五木は同年の第20回日本レコード大賞古賀政男記念賞を受賞した際に授賞式に同曲を歌唱している。
- また、同年末の『第29回NHK紅白歌合戦』の歌唱曲でもある。
- 青木英美「朝がしらじら明けるまで」と前奏や始めの部分が似ている。

## 収録曲
- 両楽曲共に、作曲・編曲：丹羽応樹

1. 熱愛 (3分36秒)
作詞：あたらしかずよ
2. 今はまだ人生のなかば (3分1秒)
作詞：佐久間皓郎